# Acacia nigrescens
Acacia nigrescens é uma espécie de leguminosa do gênero Acacia, pertencente à família Fabaceae. Em Moçambique é conhecida como micaia.